# Федоскинская миниатюра
Федо́скинская миниатю́ра — народный промысел, вид русской лаковой миниатюрной живописи масляными красками на папье-маше, сложившийся в конце XVIII века в подмосковном селе Федоскино.

## Возникновение производства из папье-маше
Первая половина XIX века — период широкого развития лакового производства в России. Одной из первых и наиболее крупных была вольная табакерочная фабрика купца первой гильдии П. И. Коробова в сельце Данилково (в настоящее время входит в село Федоскино), основанная в 1795 году. Основным показателем качества изделий являлась лаковая поверхность, технология приготовления которой была приобретена у крупнейшего производителя того времени Иоганна Штобвассера (город Брауншвейг, Германия). Со вступлением в дело зятя Коробова — Петра Лукутина (1784—1864) — фабрика стала быстро развиваться. Уже в первой четверти XIX века на ней работало более сорока человек вольнонаёмных и производилось свыше тринадцати тысяч изделий в год. Табакерки, бисерницы, шкатулки и другие изделия стали наряду с наклеенными гравюрами украшать живописными миниатюрами, выполненными масляными красками в классической живописной манере. Среди фамилий живописцев, работавших на фабрике, упоминаются Лавров и Бородкин.

## Лукутинская фабрика
После смерти П. И. Коробова в 1819 году фабрика несколько лет находилась в собственности его дочери Екатерины, в замужестве Лукутиной. С 1824 года на протяжении 80 лет фабрика принадлежала московским купцам Лукутиным. В этот период изделия, выпускаемые фабрикой, были широко известны и популярны не только в России, но и за рубежом. В 1828 году Пётр Лукутин получил право клеймения продукции фабрики: на внутренней стороне изделий размещался двуглавый золотой орёл, а также имена или инициалы Лукутиных, владеющих фабрикой. В 1831 году на художественно-промышленной выставке в Москве П. В. Лукутин был награждён золотой медалью на Анненской ленте, а в 1839 году — на выставке в Петербурге — золотой медалью на Владимирской ленте. Продолживший дело Александр Петрович Лукутин (1819—1888), на выставке в Варшаве также получил золотую медаль на Анненской ленте; в это время на фабрике трудились 40 вольнонаёмных рабочих — мужчин, женщин и учеников; многие из них были выходцами из иконописных мастерских Сергиева Посада и Москвы, некоторые имели художественное образование, полученное в Строгановском училище. Известны имена некоторых из них — С. И. Бородкин, А. А. Шаврин, А. В. Тихомиров, Д. А. Крылов и др.
Излюбленными мотивами росписи федоскинских миниатюристов стали популярные в то время сюжеты: «тройки», «чаепития», сцены из русской и малороссийской крестьянской жизни. Наиболее всего ценились ларцы и шкатулки, украшенные сложными многофигурными композициями — копиями картин русских и западноевропейских художников. Создавались миниатюры и на всевозможные крестьянские мотивы: хороводы, пляски, работы на полях, бытовые сцены и т. п. При этом художники опирались на русскую литографию первой половины XIX в., на картины русских художников.
Лукутинское производство просуществовало до 1904 г.

## Особенности федоскинской миниатюры
Федоскинская лаковая миниатюра исполняется масляными красками в три-четыре слоя — последовательно выполняются замалёвок (общий набросок композиции), пропись или перемалёвка (более детальная проработка), лессировка (моделирование изображения прозрачными красками) и бликовка (завершение произведения светлыми красками, передающими блики на предметах). Оригинальной федоскинской техникой является «письмо по сквозному»: на поверхность перед росписью наносится светоотражающий материал — металлический порошок, сусальное золото или поталь — либо делаются вставки из перламутра. Просвечивая сквозь прозрачные слои лессировочных красок, эти подкладки придают изображению глубину, эффект свечения. Помимо миниатюрной живописи, изделия украшаются «сканью» (орнамент из миниатюрных кусочков фольги нужной формы выкладывается по сырому лаку), «цировкой» (процарапывание рисунка с помощью лекала по лаку, положенному поверх листа металла на поверхность изделия), «шотландкой» (сложная сетка, нанесённая жидкими красками рейсфедером с помощью линейки) и др.
Виртуозное владение техникой письма прозрачными лессировочными красками, яркость которых усиливается контрастом с мерцающим чёрным лаковым фоном, отточенное несколькими поколениями мастеров умение соотносить композицию росписи с формой изделия сделали произведения федоскинских миниатюристов популярными не только в России, но и в Европе.
Ассортимент изделий фабрики был очень разнообразен — ларцы, шкатулки, многообразные по форме и размеру коробочки, крышки альбомов, чайницы, очечники, кошельки, пасхальные яйца и др. Последний из Лукутиных — Николай Александрович, известный московский промышленник, коллекционер и меценат, поддерживал федоскинское производство, не приносившее ему прибыли. В 1893 году им был построен новый усадебный дом, в котором разместились и живописные мастерские. В 1904 году, спустя два года после смерти Н. А. Лукутина, фабрика была закрыта. Часть мастеров перешла на работу к В. О. Вишнякову, имевшему сравнительно большую домашнюю мастерскую в селе Осташково в десяти километрах от Федоскина.

## Федоскинская артель
В мае 1910 года десять мастеров, на выделенную С. Т. Морозовым московскому губернскому земству крупную денежную ссуду, учредили «Федоскинскую трудовую артель бывших мастеров фабрики Лукутиных». Первые изделия артели, направленные на продажу в Москву, получили высокую оценку Московского земства и Кустарного музея. В 1912 году в артели работало 14 мастеров и девять учеников. Ассортимент артели насчитывал около 160 наименований изделий, которые по своему качеству не уступали знаменитым лукутинским и значительно превосходили аналогичные изделия вишняковской мастерской. Уже в 1913 году изделия артели были удостоены малой золотой медали на Всероссийской выставке сельскохозяйственной промышленности в Киеве. Некоторое время изображение этой медали штамповалось на оборотной стороне выпускавшихся изделий. В первые послереволюционные годы артель пережила большие сложности, обусловленные не только резким падением спроса на свою продукцию, но и негативным отношением новых властей, облагавших мастеров непосильным налогом и даже предпринимавших неоднократные попытки закрыть мастерские. Перелом в отношении к федоскинской миниатюре наступил после 1923 года, когда эти изделия были удостоены диплома I степени на Всесоюзной выставке сельскохозяйственной и культурно-промышленной продукции в Москве.
Производство стало постепенно расширяться, увеличился спрос на федоскинскую продукцию, которую стали активно продавать за границу. Большую творческую помощь в 1930-х годах оказали федоскинским миниатюристам известные искусствоведы А. В. Бакушинский и В. М. Василенко.
В 1930—1950-х годах художники Федоскина преимущественно занимались копированием произведений станковой живописи. Для расширения ассортимента изделий и обогащения творческого начала в деятельности артели в 1945 году при ней была создана экспериментальная мастерская, научное и творческое руководство которой осуществлял НИИ художественной промышленности. Были возрождены утраченные способы декорировки изделий — «скань», «цировка», «шотландка», «малахит», роспись по перламутру и др. Впервые перед художниками-миниатюристами была поставлена задача перевоплощения в декоративную миниатюру натурных зарисовок. Однако принципиально новый этап в истории федоскинской миниатюрной живописи, ознаменованный ростом авторского начала, пришёлся лишь на конец 1950-х годов.
Художники создают оригинальные авторские произведения, в которых творчески переосмысливаются традиции федоскинской миниатюры. Большой вклад в развитие искусства Федоскино внесли: М. С. Чижов, С. П. Рогатов, М. Г. Пашинин, И. И. Страхов, В. Д. Липицкий, П. Н. Пучков и др. Основные темы их творчества — природа Подмосковья, русские песни и сказки, героическое прошлое России. В 1960-х годах артель была преобразована в Федоскинскую фабрику миниатюрной живописи. В 1931 году при Федоскинской артели была создана школа кустарного ученичества (ныне Федоскинская школа миниатюрной живописи). В 1950—1980-х годах школа готовила специалистов по лаковой миниатюре, жостовской росписи по металлу и ростовской финифти.

## Изготовление изделий из папье-маше
Заготовка деталей. Основой для изготовления изделий из папье-маше служит картон фабричного стандарта (0,5 мм толщиной). Листы картона режутся при помощи дисковых либо гильотинных ножниц на ленты определенной ширины, согласно размерам деревянных или металлических болванок, соответствующих внутреннему объему будущих коробочек или шкатулок.
Ленты картона промазываются крахмальным клейстером и навиваются на болванки в несколько слоев (от 8 и более).
Получившаяся катушка на болванке помещается в гидравлический двухсторонний пресс с давлением в 20 тонн и держится в нем до «завязи». Затем катушка сушится на стеллажах в течение двух — трех дней при температуре 20 — 30 °C.
Далее следует пропитка катушек, снятых с болванок, льняным маслом, смешанным с керосином, в специальной ванне. Масло прогревается до температуры 40 °C. Пропитанные на всю толщину катушки выдерживаются в течение 12 суток в сушильных шкафах при температуре 90—95 °C.
После сушки папье-маше приобретает характерный темно-коричневый тон и прочность дерева.
Параллельно идет заготовка пластин для донышек, крышек и шлюза, способствующего плотному соединению крышки с корпусом коробки. Склеенные листы закладываются под пресс давлением 5 тонн и выдерживаются в нем до «завязи». Полученные пластины сушатся, пропитываются маслом в той же ванне и снова сушатся.
Далее производится шкурирование торцов катушки на дисковом шкуровальном станке с деревянным кругом, осыпанным стеклянным порошком на клею. Затем катушка распиливается на корпуса будущих изделий дисковой пилой на круглопильном станке. Каждый торец корпусов обрабатывается на круге с порошком стекла более мелкого помола. Пластины же распиливаются на крышки, донышки и шлюзы нужного размера.
Сборка. К корпусу приклеивается донышко, с другой же стороны в корпус вставляется пластина — шлюз. Коробка помещается в ручной винтовой пресс с давлением в одну тонну и выдерживается в нем до высыхания клея. выступающие торцы донышка затем обрезаются на круглопильном станке. Полученную коробку обрабатывают стеклянной шкуркой, слегка заоваливая края. Мягким ударом деревянной планки вышибают шлюз из корпуса коробки. Этот шлюз подклеивается к крышке изделия и выдерживается до высыхания в ручном винтовом прессе. К шлюзу подклеивается бортик, утолщающий переднюю его честь. Бортик затем срезается стамеской к средней части шлюза под углом в 12°.
Края крышки обрабатываются на фрезерном станке, придавая мягкие криволинейные очертания. Стеклянной шкуркой заоваливается верхняя поверхность крышки. Завершённая крышка подгоняется к корпусу коробки. Для того чтобы крышка открывалась, на ее задней стороне и корпусе делаются фаски при помощи стамески под углом в 45°. Фрезой, в тех же местах, пропиливаются пазы на глубину 10 мм при ширине паза 1 мм. В эти пазы вставляются латунные шарнирные петли и закрепляются заклепками. Отверстия для заклепок просверливаются при помощи горизонтального сверлильного станка, вставленные заклепки расплющиваются с двух концов молотком.
Подготовка изделия под живопись. Коробку со всех сторон пропитывают маслом. Все изъяны поверхности закрываются замазкой из смеси мела и олифы. Используется широкий шпатель.
Шпатлёвка (грунтовка). Вещь со всех сторон покрывается тремя густыми слоями шпатлёвки — из тонкотертой глины, замешанной на масле и подкрашенной голландской сажей. С некоторого времени традиционная шпатлёвка заменена коричневым грунтом фабричного производства. Каждое покрытие сушится в течение 12 часов в сушильном шкафу при температуре до 100 °C, и каждый слой шлифуется с наружных сторон на войлочном кругу, укреплённом на специальном станке с вертикальным валом; с внутренних сторон — при помощи шлифовального станка с гибким валом, на котором закреплён патрон с войлочным наконечником. Внутренние углы зачищаются вручную наждачным порошком, шарнирные укрепления — оселком средней твердости.
После грунта на наружной поверхности наносят два слоя масляного лака. Каждый слой просушивается в сушильном шкафу в течение 3—6 часов при температуре 80—120 °C и зачищается от соринок и пузырьков пемзовым бруском.
Внутренняя поверхность изделия окрашивается тремя слоями киновари. Каждый слой краски просушивается в сушильном шкафу при температуре 80 °C и зачищается циклей. Затем внутренняя поверхность изделия покрывается двумя слоями светлого масляного лака. Каждый слой просушивается в сушильном шкафу при температуре 60—80 °C в течение 4 часов и зачищается циклей. Затем наносится третий слой светлого лака и просушивается при температуре 80 °C.
На изготовление изделия уходит в среднем 30—40 дней, в условиях чйтко налаженного полумеханизированного производства.

## Техника миниатюрной живописи и декоров в федоскинском промысле
Федоскинская миниатюрная живопись производится масляными красками в строгой последовательности стадий и приёмов. В Федоскине миниатюрная живопись имеет две разновидности: письмо по-плотному и письмо по-сквозному.
Письмо по-плотному. Крышка коробки от края до края зачищается пемзовым порошком. На матовую поверхность выдавливаются каплями из тюбика свинцовые белила, которые разравниваются легкими пристукиваниями внутренней стороной ладони, а затем сглаживаются мягкими взмахами большой беличьей кисти, распушённой на конце. В результате получается плотный белый грунт, напоминающий по виду хорошо отполированную кость. На просушенный грунт переводится рисунок миниатюры с тонкого листа бумаги или кальки. Контуры рисунка перед этим аккуратно обводятся с обратной стороны какой-либо нейтральной краской — умброй, сиеной жжёной либо охрой красной, — затем отпечатываются на грунте лощением листа ногтем большого пальца. Палитрой служит стекло, подбитое с тыльной стороны белилами. Инструмент — колонковые кисти особой, тщательной вязки. Краски размешивают льняным маслом, помещая капли масла на палитре, рядом с выжатыми из тюбиков красками.
Подмалёвок. Первой стадией живописи является подмалевок. Плотными, корпусными красками мастер закрывает всю поверхность крышки, каждый цвет сплавляется с соседним, образуя общий красочный слой, в котором намечаются формы изображения. В прошлом такой подмалёвок выполнялся двумя-тремя красками: черной, коричневой и охрой в смеси с белилами — гризайль или полугризайль, устанавливающая тоновые соотношения изображённых предметов и определяющая светотень на них. Красочные мазки сглаживаются воздушными взмахами беличьей кисти. Первый слой живописи в естественных условиях сохнет два-три дня, а в сушильном шкафу — 3-4 часа. Затвердевающий подмалёвок покрывается слоем светлого лака. Просушенную лаковую пленку прочищают хвощом либо порошком пемзы на влажной тряпочке. Затем, слегка протерев подмалёвок льняным маслом, художник-миниатюрист создает второй, более тонкий слой живописи, называемый перемалёвком. В нем уточняются изображённые формы, конкретизируется цвет предметов, проявляются детали. Слегка сфлейцованный перемалёвок покрывается лаком, и вновь повторяется процедура подготовки лакированной поверхности к дальнейшим приёмам: лессировке и бликовке.
Лессировка представляет собой живопись чистой или смешанной прозрачной краской, наносимой на поверхность перемалёвка. Лессировкой художник продолжает моделировать изображённые формы, одновременно усиливает звучание цвета. Бликовка — это последние, заключительные мазки светлой краской, передающие блики на предметах и вызывающие ощущение полной завершенности произведения.
Письмо по-сквозному. Металлизированный грунт под сквозное письмо создается нанесением тонкого слоя светлого лака на прочищенную крышку коробки и выдерживается на воздухе до неполного высыхания — до «отлипа»; затем лаковая пленка присыпается алюминиевым порошком при помощи ватного тампона. Излишки порошка после высыхания смываются водой. Листовое сусальное золото или поталь налепляется также на недосушенную лаковую пленку. Перламутровые пластинки врезаются в толщу папье-маше заподлицо с поверхностью изделия посредством скальпеля и скрепляются с основой казеиновым клеем. Световой луч, отражённый от блестящей поверхности, проходя вторично сквозь слой лессировочной краски, заставляет ее «гореть». Традиционной федоскинской миниатюре присуще органическое соединение приёмов письма по-плотному и по-сквозному.
Орнамент. Федоскинская миниатюра иногда дополняется золотым орнаментом преимущественно растительного характера. Орнамент пишется лаком с подмешанными в него белилами (гульфарба) по матовой поверхности коробки. На выдержанную до отлипа гульфарбу накладывается сусальное золото. Легкими касаниями сухого ватного тампона сбивается лишнее золото, оставляя на черном лаке рельефный золотой узор, который затем уточняется умброй.
Приемы декорировки.
Шотландка. Геометрический узор на черной лаковой поверхности небольших коробочек, получаемый путем пересечения прямых линий, образующих сложную сетку, отдаленно напоминающую шотландскую ткань. Шотландка появилась в лукутинском производстве в XIX в. под воздействием английских лаковых изделий. Узор шотландка нередко гравировался резцом по черному лаку до нижележащего листа олова или серебра. Затем линии подсвечивались лессировочными красками, придававшими особую цветовую игру декорированной поверхности.
Скань — это наборный узор по сырому лаку из отдельных металлических, серебряных или мельхиоровых деталей — звездочек, листиков, травок, точек и т. п., отбитых на свинцовой матрице специальными пуансонами (чеканами). Детали скани складывают в узор с помощью пинцета. После покрытия тремя слоями светлого лака и полировки сканый узор приобретает тектоническое единство с поверхностью изделия.
Цировкой, или сиянием, называют узор из тонких волнистых линий, расходящихся подобно волнообразным лучам от центра коробочки. На первый слой чёрного непросохшего лака накладывается лист серебра, мельхиора или олова. После высыхания изделия перекрывается еще несколькими слоями черного лака. Затем режется узор до металла штихелем с помощью лекала. Иногда цировка создается рейсфедером жидким лаком с последующим накладыванием листиков сусального золота.
Роспись под черепаховую кость производится коричневыми красками по сырому светло-жёлтому грунту. В грунт мягко вплавляют коричневые пятна и разводы, имитирующие рисунок черепаховой кости. Живопись ведется от светло-жёлтых до коричневых тонов. Завершается имитация ударами чёрных пятен в наиболее темных местах узора. В прошлом черепашкой нередко декорировалась и внутренняя поверхность изделий.
Червячок — метод копчения светло-желтого сырого грунта посредством лампады.
Имитация малахитового узора. В ложке размешивается зеленая краска на скипидаре и масле, затем краска выливается в сосуд с водой, где при помешивании палочкой образовывает на поверхности воды прихотливые разводы, напоминающие узоры малахитового камня. Изделие из папье-маше, покрытое по лаку темно-зеленым грунтом, на миг окунается в сосуд; пленка прилипает к предмету, создавая на нем искомый декор.
Имитация красного дерева применяется в декорировании внутренней поверхности вещей методом лессировочных покрытий красно-коричневыми красками по более светлому грунту.
Подражание бересте — производится масляными красками по фону «слоновая кость».

## Современность
В XXI веке традиции федоскинской миниатюры развиваются в основном художниками, работающими самостоятельно. Среди них — Г. И. Ларишев (умер в 2008) , В. Н. Фролов (умер в 2008) , А. А. Толстов, А. И. Козлов, С. И. Козлов, Ю. В. Карапаев (умер в 2009), Н. М. Солоникин, В. Д. Антонов (умер в 2018), С. С. Чистов, Е. Ю. Хомутинникова, О. Д. Сенько, В. А. Сердотецков (умер в 2012). Среди молодых художников видное место занимают: Светлана и Константин Даньшины, Павел Анохин, Виктория Синельникова, Олег Ястребов, Михаил Шелухин, Наталья Орлова, Виталий и Татьяна Фроловы и др.
- Федоскинская миниатюра на советских марках 1977 года
- «Хлеб-соль»
Н. М. Солонинкин
- «Вдоль по улице»
В. Д. Антонов
- «Северная песня»
Ю. В. Карапаев
- «Сказка о царе Салтане»
А. И. Козлов
- «Летняя тройка»
В. А. Надимов
- «Аленький цветочек»
В. Д. Липицкий

- Федоскинская миниатюра на российских марках 2021 года
- «Жар-птица» (1959)
С. В. Монашов
- «Иван да Марья» (1989)
Ю. В. Доценко
- «Руслан и Людмила» (1971)
М. С. Чижов
- «Чаепитие» (1946)
В. И. Лавров